# Cvikov II
Cvikov II je část města Cvikov v okrese Česká Lípa. Nachází se na severozápadě Cvikova. Je zde evidováno 594 adres. Trvale zde žije 2918 obyvatel.
Cvikov II leží v katastrálním území Cvikov o výměře 17,78 km2.